# Comté de Narrogin
Le Comté de Narrogin est une zone d'administration locale au sud-est de l'Australie-Occidentale en Australie. Le comté est situé à environ 190 kilomètres au sud-est de Perth, la capitale de l'État.
Le centre administratif du comté est la ville de Narrogin quoique la ville ne fasse pas partie du comté mais de la zone d'administration locale ville de Narrogin (Town).
Le comté est divisé en un certain nombre de localités:
- Boundain
- Highbury
- Nomans Lake
- Yilliminning

Le comté a 7 conseillers locaux et n'est pas divisé en circonscriptions.